# Pile of Skulls
Pile of Skulls è il settimo album in studio della band heavy metal tedesca Running Wild.

## Critica
Il magazine tedesco Rock Hard ha valutato l'album con 9 punti su 10.

## Tracce

### LP 12''e audiocassetta (1992)
Testi e musiche di Rolf Kasparek, eccetto Pile of Skulls (testo di Kasparek - Axel Morgan, musica di Axel Morgan) e Win or be Drowned (testo e musica di Kasparek e Piotr Smuszynski).

#### Lato A
1. Whirlwind – 4:51
2. Sinister Eyes – 5:05
3. Black Wings of Death – 5:17
4. Fistful of Dynamite – 4:05
5. Roaring Thunder – 5:56

#### Lato B
1. Pile of Skulls – 4:39
2. Lead or Gold – 5:06
3. Jennings' Revenge – 4:17
4. Treasure Island – 11:14

#### Bonus Track (Giappone)
1. Beggar's Night '92 – 5:00

### CD, Limited Edition Digipak (1992)
1. Chamber of Lies – 2:21
2. Whirlwind – 4:51
3. Sinister Eyes – 5:05
4. Black Wings of Death – 5:17
5. Fistful of Dynamite – 4:05
6. Roaring Thunder – 5:56
7. Pile of Skulls – 4:39
8. Lead or Gold – 5:06
9. White Buffalo – 5:16
10. Jennings' Revenge – 4:17
11. Treasure Island – 11:14

### Bonus tracks (CD 1999)
1. Beggar's Night '92 (re-recorded, 1992) – 5:01
2. Hanged, Drawn and Quartered – 4:38
3. Win or Be Drowned – 4:17
4. Uaschitschun '92 (re-recorded, 1992) – 4:53

### CD 2 dell'edizione rimasterizzata (2017)
1. Beggars' Night (alternate version, 1992) – 5:01
2. Hanged, Drawn and Quartered – 4:38 – dal singolo Lead or Gold
3. Win or Be Drowned – 4:17 – dal singolo Lead or Gold
4. Uaschitschun '92 (1992, updated) – 4:53
5. Whirlwind (re-recorded, 2003) – 4:54
6. Treasure Island (re-recorded, 2003) – 11:16

### Edizione reissue in 2 LP (2017)

#### LP 1 - Lato A
1. Chamber of Lies – 2:21
2. Whirlwind – 4:51
3. Sinister Eyes – 5:05
4. Black Wings of Death – 5:17

#### LP 1 - Lato B
1. Fistful of Dynamite – 4:05
2. Roaring Thunder – 5:56
3. Pile of Skulls – 4:39

#### LP 2 - Lato A
1. Lead or Gold – 5:06
2. White Buffalo – 5:16
3. Jennings' Revenge – 4:17

#### LP 2 - Lato B
1. Treasure Island – 11:14
2. Hanged, Drawn and Quartered – 4:39
3. Win or Be Drowned – 4:18

## Formazione
- Rolf Kasparek - voce, chitarra
- Axel Morgan - chitarra
- Thomas Smuszynski - basso
- Stefan Schwarzmann - batteria